# 짐 가이 터커
제임스 가이 터커 주니어(James Guy Tucker Jr., 1943년 6월 13일 ~ 2025년 2월 13일)는 미국의 정치인이다.

## 학력
- 하버드 대학교 인문사회 학사
- 아칸소 대학교 법무박사

## 경력
- 1973.01 ~ 1977.01 제49대 아칸소 법무장관
- 1977.01 ~ 1979.01 제95대 미국 아칸소 제2선거구 연방하원의원
- 1991.01 ~ 1992.12 제15대 아칸소 부지사
- 1992.12 ~ 1996.07 제43대 아칸소 주지사

## 역대 선거 결과
| 선거명      | 직책명                      | 대수 | 정당   | 득표율   | 득표수    | 결과 | 당락                   |
| ----------- | --------------------------- | ---- | ------ | -------- | --------- | ---- | ---------------------- |
| 1972년 선거 | 아칸소 법무장관             | 49대 | 민주당 | 59.97%   | 370,647표 | 1위  | 아칸소주 법무장관 당선 |
| 1974년 선거 | 아칸소 법무장관             | 49대 | 민주당 | 단독후보 | 무투표    | 1위  | 아칸소주 법무장관 당선 |
| 1976년 선거 | 하원의원 (아칸소 제2선거구) | 95대 | 민주당 | 86.39%   | 144,780표 | 1위  | 아칸소주 하원의원 당선 |
| 1990년 선거 | 아칸소 부지사               | 15대 | 민주당 | 73.92%   | 494,943표 | 1위  | 아칸소 부지사 당선     |